# 1904 a filmművészetben

## Események
- január 20. – megnyílik a Cinema Moderno, az első mozi Rómában. Ugyanebben az évben forgatják az első olasz filmeket.
- február – Pathé Moszkvában leányvállalatot alapít.

## Filmbemutatók
- Georges Méliès: Voyage à travers l'Impossible Utazás a lehetetlenbe

## Születések
| Hónap      | Nap | Név                           | Szakma                  | Meghalt |
| Január     | 10  | Ray Bolger                    | színész, énekes, táncos | 1987    |
| Január     | 17  | Patsy Ruth Miller             | színésznő               | 1995    |
| Január     | 18  | Cary Grant                    | színész                 | 1986    |
| Február    | 10  | John Farrow                   | rendező                 | 1963    |
| Március    | 1   | Glenn Miller                  | színész                 | 1944    |
| Március    | 3   | Mayo Methot                   | színésznő               | 1951    |
| Április    | 3   | Iron Eyes Cody                | színész                 | 1999    |
| Április    | 14  | John Gielgud                  | színész                 | 2000    |
| Április    | 16  | Fifi D'Orsay                  | színésznő               | 1983    |
| Április    | 18  | Barsi Ödön                    | színész, író, rendező   | 1963    |
| Április    | 20  | Bruce Cabot                   | színész                 | 1972    |
| Május      | 5   | Greguss Zoltán                | színész                 | 1986    |
| Május      | 7   | Val Lewton                    | producer                | 1951    |
| Május      | 13  | Chishu Ryu                    | színész                 | 1993    |
| Május      | 17  | Jean Gabin                    | színész                 | 1976    |
| Május      | 21  | Robert Montgomery             | színész                 | 1981    |
| Június     | 1   | George Hurrell                | operatőr                | 1992    |
| Június     | 2   | Johnny Weissmuller            | színész                 | 1984    |
| Június     | 17  | Ralph Bellamy                 | színész                 | 1991    |
| Június     | 18  | Keye Luke                     | színész                 | 1991    |
| Június     | 26  | Peter Lorre                   | színész                 | 1964    |
| Június     | 30  | Glenda Farrell                | színésznő               | 1971    |
| Augusztus  | 25  | Alice White                   | színésznő               | 1983    |
| Szeptember | 1   | Johnny Mack Brown             | színész                 | 1974    |
| Szeptember | 15  | Szergej Ioszifovics Jutkevics | rendező                 | 1985    |
| Szeptember | 29  | Greer Garson                  | színésznő               | 1996    |
| Október    | 20  | Anna Neagle                   | színésznő               | 1986    |
| Október    | 22  | Constance Bennett             | színésznő               | 1965    |
| Október    | 29  | Perc Westmore                 | sminkmester             | 1970    |
| November   | 1   | Laura La Plante               | színésznő               | 1996    |
| November   | 14  | Dick Powell                   | színész                 | 1963    |
| November   | 25  | Jessie Royce Landis           | színésznő               | 1972    |
| December   | 7   | Clarence Nash                 | színész                 | 1985    |